# Jessy non perdona... uccide
Jessy non perdona... uccide (Tierra de Fuego) è un film del 1965 diretto da Jaime Jesús Balcázar.

## Trama
Lo sceriffo Jeff Kinley dall'oscuro passato tiene la sua cittadina e quelle vicine sotto un controllo ferreo per paura che possa tornare il suo oscuro passato.